# کیا انترپرایز

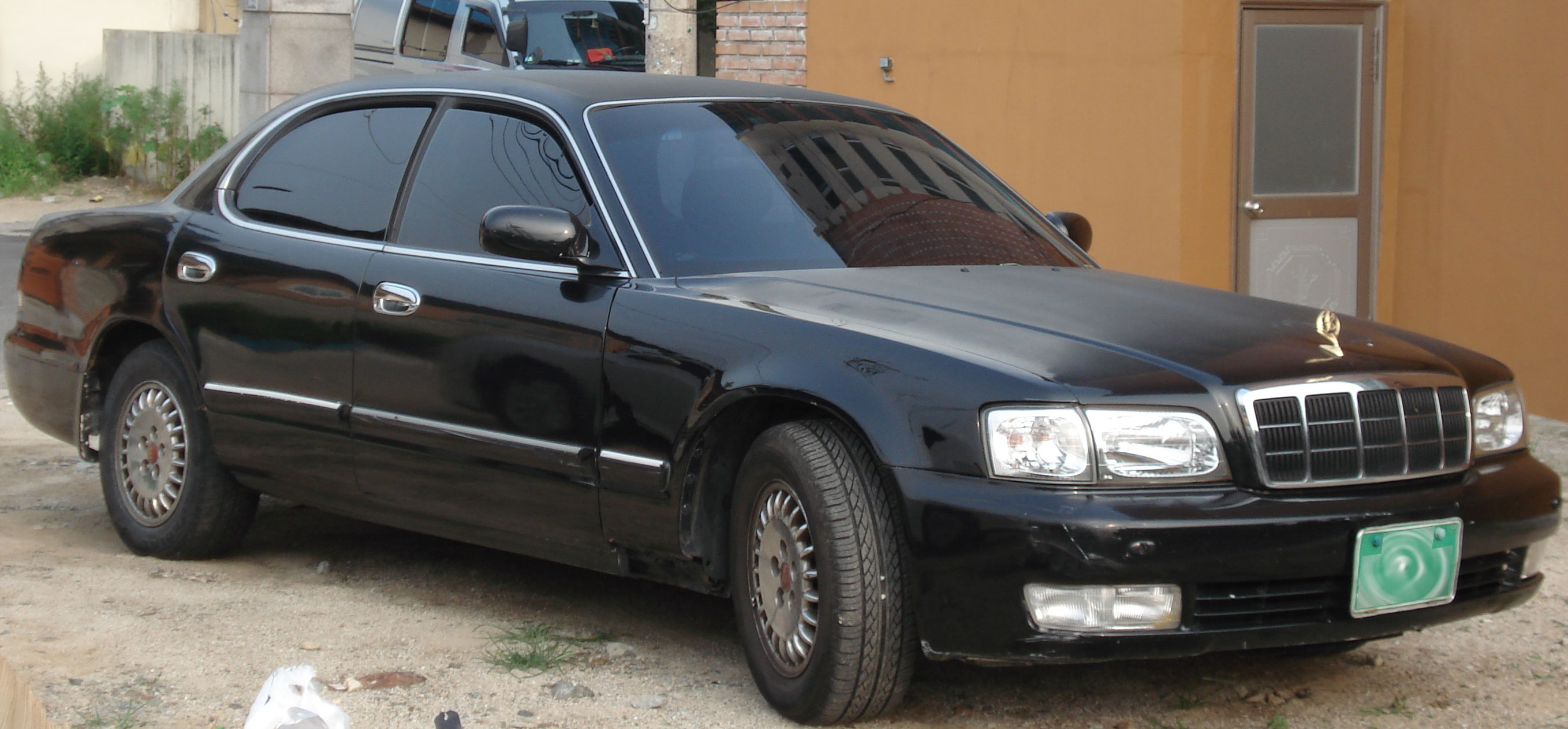

کیا انترپرایز (Kia Enterprise) خودرویی است که در سال‌های ۱۹۹۷ تا ۲۰۰۲در کره جنوبی تولید شده‌است. طول آن در حالت طبیعی ۵٬۰۲۰ میلیمتر (۱۹۸ اینچ) و  عرض آن در حالت طبیعی ۱٬۸۱۰ میلیمتر (۷۱ اینچ)  است. سیستم جعبه‌دندهٔ آن ۴ دنده به صورت خودکار است.